# نونوكسينول-9
النونوكسينول -9، الذي يُختصر أحيانًا باسم N-9، هو مركب عضوي يُستخدم كعامل خافض للتوتر السطحي. وهو عضو في عائلة نونوكسينول من المواد الخافضة للتوتر السطحي غير الأيونية. N-9 والمركبات ذات الصلة هي مكونات في منتجات التنظيف ومستحضرات التجميل المختلفة. يستخدم على نطاق واسع في موانع الحمل لخصائصه القاتلة للحيوانات المنوية.

## الاستخدامات

### مبيد النطاف
كمبيد للنطاف، يهاجم الأغشية الأكروسومية للحيوانات المنوية، مما يؤدي إلى تجميد الحيوانات المنوية. نونوكسينول -9 هو العنصر النشط في معظم كريمات مبيدات الحيوانات المنوية، والهلام، والرغاوي، والهلام، والفيلم، والتحاميل.[بحاجة لمصدر]

### المزلق
وجدت دراسة أجريت عام 2004 أنه خلال فترة ستة أشهر، تراوحت معدلات فشل الاستخدام النموذجي لخمسة موانع حمل مهبلية من نونوكسينول -9 (فيلم، وتحميلة، ومواد هلامية بثلاثة تركيزات مختلفة) من 10% إلى 20٪.

### الواقي الذكري
يتم تشحيم العديد من نماذج الواقي الذكري بمحاليل تحتوي على النونوكسينول -9. في هذا الدور، تم الترويج له كطريقة احتياطية لتجنب الحمل ومبيد للجراثيم للأمراض المنقولة جنسياً في حالة فشل الواقي الذكري. ومع ذلك، خلصت المشاورة الفنية لعام 2001 لمنظمة الصحة العالمية / CONRAD بشأن النونوكسينول -9 إلى أنه: لا يوجد دليل علمي منشور على أن الواقي الذكري N-9 يوفر أي حماية إضافية ضد الحمل أو الأمراض المنقولة بالاتصال الجنسي مقارنة بالواقي الذكري المشحم بمنتجات أخرى. نظرًا لأنه لا يمكن استبعاد الآثار الضارة الناتجة عن إضافة N-9 إلى الواقي الذكري، فلا ينبغي الترويج لمثل هذه العوازل الذكرية بعد الآن. ومع ذلك، فمن الأفضل استخدام الواقي الذكري المزلق N-9 بدلاً من عدم استخدام الواقي الذكري.
مقارنة بالواقي الذكري المزلق العادي، فإن الواقي الذكري الذي يحتوي على النونوكسينول -9 يمثل عيبًا آخر - حيث أن مدة صلاحيته أقصر.

### حواجز عنق الرحم
تحتوي جميع ماركات هلام الغشاء تقريبًا على النونوكسينول-9 كمكون نشط. يمكن أيضًا استخدام هذا الهلام لغطاء عنق الرحم. تحتوي معظم الإسفنجات المانعة للحمل على nonoxynol-9 كمكوِّن نشط.

### كريم الحلاقة
يُدرج النونوكسينول -9 أحيانًا في كريمات الحلاقة لخصائصه كعامل خافض للتوتر السطحي غير أيوني ؛ يساعد في تكسير زيوت البشرة التي تحمي الشعر عادة من الرطوبة، بحيث تصبح مبللة، وبالتالي تكون أكثر نعومة وأسهل في الحلاقة. استخدمت جيليت سابقًا النونوكسينول -9 لهذا الغرض في منتجاتها الرغوية، لكنها أوقفت هذه الممارسة.

### كريم رياضي
تم العثور على النونوكسينول-9 أيضًا في Bengay Vanishing Scent كمكون غير نشط.

### كريمات اللبلاب السام
تم العثور على النونوكسينول-9 أيضًا في كريم (زانفال / Zanfel) السام لبلاب، ويساعد بشكل فعال على تفتيت زيت اليوروشيول الذي يسبب الطفح الجلدي.

## آثار جانبية
من عام 1996 إلى عام 2000، أجريت دراسة برعاية الأمم المتحدة في عدة مواقع في إفريقيا ، وتابعت ما يقرب من 1000 عاملة في الجنس استخدموا مادة الهلام النونوكسينول -9 أو دواء وهمي. كان معدل الإصابة بفيروس نقص المناعة البشرية بين أولئك الذين يستخدمون النونوكسينول -9 أعلى بحوالي 50% من أولئك الذين استخدموا الدواء الوهمي. أولئك الذين يستخدمون النونوكسينول -9 لديهم أيضًا نسبة أعلى من الآفات المهبلية، والتي ربما تكون قد ساهمت في هذا الخطر المتزايد. في حين أن هذه النتائج قد لا تكون قابلة للتطبيق بشكل مباشر على الاستخدام منخفض التكرار، فإن هذه النتائج جنبًا إلى جنب مع عدم وجود أي فائدة مثبتة للوقاية من فيروس نقص المناعة البشرية من استخدام النونوكسينول -9 دفعت منظمة الصحة العالمية إلى التوصية بعدم استخدامه من قبل الأشخاص المعرضين لخطر كبير للإصابة به. عدوى فيروس نقص المناعة البشرية. وتشير منظمة الصحة العالمية كذلك إلى أن «النونوكسينول 9 لا يوفر أي حماية ضد الأمراض المنقولة جنسياً مثل السيلان والكلاميديا». دراسة عام 2006 جل مهبلي النونوكسينول-9 في عاملات الجنس في أفريقيا خلصت إلى أن ذلك لم يمنع الأعضاء التناسلية البشرية فيروس الورم الحليمي عدوى (HPV)، ويمكن زيادة قدرة الفيروس على إصابة أو تستمر.